# دی موینز (واشینگتن)
دی موینز (به انگلیسی: Des Moines) شهری در شهرستان کینگ، واشینگتن ایالت واشنگتن است، که در سرشماری سال ۲۰۱۰ میلادی، ۲۹۶۷۳ نفر جمعیت داشته است.

## پارسی زبانان
در شهر دی موینز پارسی زبانان بسیاری، افغان و ایرانی وجود دارد، که آمار دقیقی از تعداد آنها وجود ندارد.